# (2373) Immo
(2373) Immo es un asteroide perteneciente al cinturón de asteroides descubierto el 4 de agosto de 1929 por Maximilian Franz Wolf desde el Observatorio de Heidelberg-Königstuhl, Alemania.

## Designación y nombre
Immo fue designado inicialmente como 1929 PC.
Más adelante, en 1991, se nombró en honor del astrónomo alemán Immo Appenzeller.

## Características orbitales
Immo está situado a una distancia media del Sol de 2,796 ua, pudiendo alejarse hasta 3,273 ua y acercarse hasta 2,318 ua. Tiene una excentricidad de 0,1707 y una inclinación orbital de 10,09 grados. Emplea en completar una órbita alrededor del Sol 1707 días.

## Características físicas
La magnitud absoluta de Immo es 12,3. Está asignado al tipo espectral S de la clasificación SMASSII.